# Route0
Route0은 2002년 ASAYAN에서의 오디션을 통해 결성된 한일 여성 듀오 그룹이다.

## 음반
- 두근두근 Its Love (2002)
- START (2002)
- Painting (2003)